# غازي حسين (ممثل)
غازي حسين (21 نوفمبر 1950 -)، ممثل قطري. بدأ مسيرته الفنية عام 1968.

## عن حياته
بدايته كانت من خلال إذاعة قطر عام 1968 من خلال تقديمه برامج منوعات ثم شارك في التلفزيون القطري عبر برامج أطفال من مسابقات وفوازير رمضانية إضافة إلى مشاركته الأبرز في برنامج الأطفال افتح يا سمسم.
وشارك غازي في العديد من المسرحيات كان أولها مسرحية «باقي الوصية» مع فرقة قطر المسرحية والتي كانت تقدم عروضا مسرحية جيدة في ذاك الحين حيث حصدت مجموعة من الجوائز على مستوى الوطن العربي وكان ذلك خلال فترة منتصف السبعينات.
إلا أن بروزه جاء أكبر وأكثر بعد ظهوره في المسلسلات التلفزيونية فقد شارك في مسلسلات عديدة منها المحلي والآخر خليجي وعربي حيث قام ببطولة أول مسلسل والذي حمل اسم "عفواً سيدي الوالد " وبعدها شارك في العديد من المسلسلات منها "آخر العنقود" والذي شاركه فيه نخبة من نجوم الدراما الخليجية وعلى رأسهم الفنان الراحل محمد العلي إضافة إلى مسلسل " فايز التوش" وتناتيف" و"حكم البشر" و"يوم آخر" و"هدوء وعواصف" و"الدنيا لحظة" و"أحلى الأيام" والعديد من الأعمال الدرامية مع العديد من المخرجين العرب.
كما كرم في العديد من المحافل كان آخرها من قبل هيئة الإذاعة والتلفزيون بالبحرين في العام الماضي كما كرم من مهرجان القاهرة الدولي قبل عامين كأفضل دور مميز في الإذاعة.
خريج جامعة بيروت العربية قسم لغة عربية إضافة إلى حصوله على العديد من الدورات في مجلات الإعلام في بعض الدول الخليجية والعربية.

## أعماله

### في التلفزيون
| سنة الإنتاج | المسلسل                        | بمشاركة |
| ----------- | ------------------------------ | --- |
| 1980        | سلامتك                         | كاظم القلاف، غانم السليطي، عبد الرحمن العقل، طارق العلي                                                          |
| 1980        | أحمد باشا الجزار               | محمد وفيق، فاروق الفيشاوي، رضوان عقيلي، سيار الكواري، محمد البلم                                                 |
| 1980        | مصرع المتنبي                   | عبد الله غيث، أمينة رزق                                                                                          |
| 1980        | الفرسان يغمدون سيوفهم          | سميرة عبد العزيز، محمد متولي                                                                                     |
| 1982        | أحلى الأيام                    | حياة الفهد، إبراهيم الصلال، غانم السليطي، عائشة إبراهيم، هيفاء عادل                                              |
| 1983        | حكاية صلبوخ                    | غانم السليطي، عبد العزيز جاسم، هدية سعيد، حمد الرميحي                                                            |
| 1983        | حكاية العرندس                  | غانم السليطي، عبد العزيز جاسم، سلوى محمود، جمال إسماعيل، إحسان القلعاوي                                          |
| 1983        | موسى بن نصير                   | عبد الله غيث، سوسن بدر، محمد وفيق، هاني الروماني                                                                 |
| 1984        | فايز التوش                     | غانم السليطي، عبد العزيز جاسم، منى عيسى، سميرة أحمد                                                              |
| 1985        | مغامرات جاسم                   | هدية سعيد، سيار الكواري                                                                                          |
| 1985        | زهرة الجبل                     | علي حسن، علي سلطان، علي ميرزا، هلال محمد، صلاح الملا                                                             |
| 1986        | الكنز                          | محمد البلم |
| 1986        | بنات الفريج                    | مريم الصالح، جبر الفياض، عائشة إبراهيم، باسمة حمادة، أحلام محمد                                                  |
| 1987        | محسن منكم وفيكم                | غانم السليطي، عبد العزيز جاسم، أسمهان توفيق، باسمة حمادة                                                         |
| 1988        | الناس الطيبين                  | مريم الصالح، أسمهان توفيق، باسمة حمادة، أحلام محمد                                                               |
| 1989        | سنوات الضحك والدموع            | نادية شمس الدين، جورج سيدهم، دلال عبد العزيز، حسن حسني                                                           |
| 1990        | تناتيف                         | غانم السليطي، عبد العزيز جاسم، هدى حسين، سميرة أحمد، ناصر محمد                                                   |
| 1991        | أيام العمر                     | أسمهان توفيق، هدية سعيد، سحر حسين، سعاد علي                                                                      |
| 1992        | الوريث                         | هدية سعيد، أحمد الجسمي، سميرة أحمد، سناء بكر يونس، فاطمة الحوسني                                                 |
| 1992        | حلم شهريار                     | علي حسن، هدى حسين، سحر حسين، فالح فايز، علي ميرزا، صلاح الملا، سميرة أحمد، لطيفة المجرن                          |
| 1993        | آخر العنقود                    | محمد العلي، سمير الناصر، عبد المحسن النمر، لطيفة المجرن، فخرية خميس                                              |
| 1993        | السر في البير                  | عبد العزيز جاسم، طيف، سميرة أحمد                                                                                 |
| 1994        | صار وش كان                     | هدى حسين، علي سلطان، هدية سعيد، سيار الكواري، هلال محمد، عبد الله غيفان، زينب العسكري                            |
| 1994        | عفوا سيدي الوالد               | عبد العزيز جاسم، هدى حسين، سحر حسين                                                                              |
| 1995        | افتح ياوطني أبوابك             | عبد الرحمن العقل، طارق العلي، عبد الناصر الزاير، سناء بكر يونس                                                   |
| 1995        | عيني يابحر                     | هدية سعيد، علي سلطان، علي ميرزا، صلاح الملا، لطيفة المجرن، سميرة أحمد، زينب العسكري                              |
| 1995        | جميلة                          | هدى حسين، سحر حسين، سميرة أحمد، ناصر عبد الرضا                                                                   |
| 1995        | بيت المغتني                    | عبد العزيز جاسم، علي حسن، هدية سعيد، مريم زيمان، زينب العسكري                                                    |
| 1995        | الحيتان                        | عبد الرحمن آل رشي، رشيد عساف، بدرية أحمد، زينب العسكري                                                           |
| 1996        | نأسف لهذا الخلل                | هدى حسين، هدية سعيد، سحر حسين، إيمان محمد علي، لطيفة المجرن                                                      |
| 1997        | حتى إشعار آخر                  | عبد العزيز جاسم، هدى حسين، سناء بكر يونس                                                                         |
| 1999        | أبناء الغد                     | سعاد عبد الله، أحمد الصالح، عبد العزيز الحداد                                                                    |
| 1999        | أحلام البسطاء                  | عبد العزيز الجاسم، هدى حسين، سحر حسين، هدية سعيد، فخرية خميس، زينب العسكري                                       |
| 2000        | عيال الذيب                     | حياة الفهد، خالد النفيسي، سعاد عبد الله، عبد العزيز جاسم                                                         |
| 2002        | حكم البشر                      | سعاد عبد الله، عبد العزيز جاسم، سميرة أحمد، هيفاء حسين، هدى الخطيب                                               |
| 2003        | يوم آخر                        | عبد العزيز جاسم، هدى الخطيب، زهرة الخرجي، زهرة عرفات، هيفاء حسين، فاطمة عبد الرحيم، خالد البريكي                 |
| 2004        | مدينة المعلومات                | قصي خولي، معن عبد الحق، أناهيد فياض                                                                              |
| 2004        | الدنيا لحظة                    | حياة الفهد، عبد المحسن النمر، ميساء مغربي، حسن البلام، محمود بوشهري                                              |
| 2004        | هدوء وعواصف                    | زينب العسكري، أنور أحمد، فاطمة الحوسني، خالد البريكي، فاطمة عبد الرحيم، شيماء سبت                                |
| 2005        | رحلة انتظار                    | جاسم النبهان، إلهام الفضالة، فاطمة الحوسني، عبد الله بوشهري، فؤاد علي، ملاك                                      |
| 2005        | متى نلتقي                      | طيف، أحلام محمد، إبراهيم الزدجالي، شيماء سبت، أميرة محمد                                                         |
| 2005        | آخر أيام اليمامة               | غسان مسعود، فايز قزق، صبا مبارك، مي سكاف                                                                         |
| 2005        | اللقيطة                        | جاسم النبهان، طيف، حسن البلام، هيفاء حسين، حمد العماني، هند البلوشي                                              |
| 2006        | وجوه من شمع                    | سعاد علي، عبير الجندي، بدرية أحمد، أميرة محمد، غدير صفر                                                          |
| 2006        | بين الهدب دمعة                 | حسين المنصور، محمد العجيمي، طيف، زهرة عرفات، شهاب جوهر                                                           |
| 2006        | جنون الليل                     | عبد الله عبد العزيز، خالد البريكي، بدرية أحمد، فاطمة عبد الرحيم، أميرة محمد                                      |
| 2006        | نجمة الخليج                    | حسن البلام، هدى الخطيب، هيفاء حسين، عبد المحسن النمر، شيماء سبت                                                  |
| 2007        | في البيوت أسرار                | جاسم النبهان، بدرية أحمد، عبير الجندي، شهاب حاجيه، أميرة محمد، ملاك، شذى سبت                                     |
| 2007        | مدينة المعلومات - الجزء الثاني | قصي خولي، معن عبد الحق، أناهيد فياض                                                                              |
| 2007        | قتالة الشجعان                  | خالد العبيد، هدى حسين، عبد الرحمن العقل، جاسم النبهان                                                            |
| 2007        | عيون من زجاج                   | بدرية أحمد، أنور أحمد، يعقوب عبد الله، فاطمة عبد الرحيم، شيماء سبت، محمود بوشهري                                 |
| 2007        | عرس الدم                       | جاسم النبهان، هدى الخطيب، عبد المحسن النمر، ميساء مغربي، شجون الهاجري                                            |
| 2007        | شاهين                          | سعاد عبد الله، هدى الخطيب، خالد أمين                                                                             |
| 2008        | هذيان الطين                    | علي جمعة، أحلام محمد، فخرية خميس، بدرية أحمد، أميرة محمد                                                         |
| 2008        | وشائت الأقدار                  | طيف، شهاب حاجيه، سلمى سالم، محمد الصيرفي، أمل عبد الكريم، طيف                                                    |
| 2008        | عائلتي                         | أحمد السلمان، إلهام الفضالة، بدر الشعيبي، شجون الهاجري، عبد الله بوشهري                                          |
| 2008        | ملامح بشر                      | فخرية خميس، فاطمة عبد الرحيم، أنور أحمد، هبة الدري، مشاري البلام، أميرة محمد                                     |
| 2008        | حارتنا حلوة                    | سمير الناصر، بشير غنيم، سعاد علي، انتصار الشراح، ليلى السلمان                                                    |
| 2009        | الإعتذار                       | خالد أمين، أحمد العونان، فاطمة عبد الرحيم، ليلى السلمان، سلمى سالم، يعقوب عبد الله، هبة الدري، ملاك، مي عبد الله |
| 2009        | للأسرار خيوط                   | جاسم النبهان، شيماء سبت، شمعة محمد، أميرة محمد                                                                   |
| 2009        | بقايا الأمس                    | عبد الإمام عبد الله، أحمد العونان، رزيقة الطارش، شمعة محمد، جمعان الرويعي                                        |
| 2009        | قلوب للإيجار                   | عبد العزيز جاسم، باسمة حمادة، هبة الدري                                                                          |
| 2009        | الهدامة.                       | صلاح الملا، باسمة حمادة، هيفاء حسين، فاطمة الحوسني، محمود بوشهري                                                 |
| 2010        | قصة هوانا                      | جاسم النبهان، باسمة حمادة، سعاد علي، خالد البريكي، يعقوب عبد الله، شيماء علي، فاطمة الصفي                        |
| 2010        | مااصعب الكلام                  | ياسر المصري، شهد الياسين، فاطمة عبد الرحيم، عبير أحمد، شيماء سبت                                                 |
| 2010        | تيمور                          | شكران مرتجى، ناصر عبد الرضا                                                                                      |
| 2011        | وهج الشموع                     | سليمان الياسين، إبراهيم الحربي، سعاد علي، عبير أحمد، لطيفة المجرن، غدير صفر                                      |
| 2011        | ظل الحكايا                     | زيناتي قدسية، جرجس جبارة، محمد خير الجراح، جمال العلي                                                            |
| 2011        | توين فيلا (مسلسل عماني)        | |
| 2012        | الحب المستحيل                  | مجموعة من الممثلين                                                                                               |
| 2012        | الوداع                         | محمد جابر، انتصار الشراح، هيا عبد السلام، فهد البناي، شيلاء سبت                                                  |
| 2012        | لا وجود للحب                   | عبد الله عبد العزيز، أمل عبد الكريم، سلمى سالم، ملاك، عبد الله السيف                                             |
| 2012        | حلفت عمري                      | هدى حسين، مريم الصالح، منى شداد، طيف، عبد المحسن القفاص، ملاك                                                    |
| 2012        | عمر                            | غسان مسعود، سامر إسماعيل، مهيار خضور، مي سكاف                                                                    |
| 2013        | سوالف عمران                    | هدى الخطيب، حبيب غلوم، مرعي الحليان، آلاء شاكر                                                                   |
| 2013        | أي دمعة حزن لا                 | خالد أمين، زهرة عرفات، فاطمة عبد الرحيم، مشاري البلام، أمل العوضي، حسين المهدي، عبير أحمد                        |
| 2013        | الحلال والحرام                 | عبد العزيز جاسم، فاطمة الحوسني، صلاح الملا، منى شداد، مشاري البلام، مرام، ملاك، أمل العوضي، حسين المهدي          |
| 2013        | الواجهة                        | سعاد عبد الله، عبد الرحمن العقل، زهرة عرفات، عبير أحمد، شيماء علي، حمد أشكناني                                   |
| 2014        | جرذان الصحراء                  | هدى الخطيب، فخرية خميس، عبد الله العامر، محمد المنصور، رؤى الصبان                                                |
| 2014        | يا من كنت حبيبي                | هيا عبد السلام، حسين المهدي، أمل العوضي، شفيقة يوسف، فوز الشطي، إيمان محمد علي                                   |
| 2014        | هواجس                          | سعاد علي، قحطان القحطاني، بدرية أحمد، عبد الله ملك، شمعة محمد، أمل محمد                                          |
| 2015        | لو إني أعرف خاتمتي             | هدى الخطيب، هيفاء حسين، عبد المحسن النمر، شهد الياسين، حبيب غلوم، مرعي الحليان                                   |
| 2015        | بقايا ألم                      | فاطمة الحوسني، أحمد السلمان، أمل عبد الكريم، شيماء علي، عبد الله بهمن، فهد البناي                                |
| 2016        | خمس خوات                       | طيف، عبد العزيز الحداد، شهد الياسين، أحمد الفرج                                                                  |
| 2016        | دكتوراه في الحب                | أسمهان توفيق، عبد العزيز الحداد، إبراهيم الزدجالي، سعود الشويعي، مروة محمد                                       |
| 2016        | حزاوينا خليجية                 | مجموعة من الممثلين                                                                                               |
| 2019        | هلي وناسي                      | |

كما أنه شارك في برنامج الأطفال التعليمي افتح يا سمسم

### في المسرح
| سنة الإنتاج | المسلسل                    | بمشاركة                                                                         |
| ----------- | -------------------------- | ------------------------------------------------------------------------------- |
| 1976        | باقي الوصية                | علي حسن، علي ميرزا                                                              |
| 1977        | الخروج من بوابة الوهم      | علي حسن                                                                         |
| 1977        | الجريمة                    | علي ميرزا                                                                       |
| 1979        | رحلة جحا إلى جزيرة النزهاء | غانم السليطي، عبد العزيز جاسم، علي حسن، علي ميرزا، محمد البلم                   |
| 1983        | مات بطلا أذن               | علي ميرزا                                                                       |
| 1983        | خال الكلفس                 | علي حسن، علي ميرزا                                                              |
| 1985        | المتراشقون                 | غانم السليطي، عبد العزيز جاسم، علي ميرزا، عبد الله أحمد، جبر الفياض، صلاح الملا |
| 1987        | بائع الصندل                | علي حسن، علي ميرزا                                                              |
| 1991        | عرب 2000                   | هدى حسين، طارق العلي، سحر حسين                                                  |
| 1991        | السيف ولا الضيف            | علي حسن، هدية سعيد، سحر حسين                                                    |
| 2010        | مجاريح                     | علي ميرزا، عبد الله أحمد                                                        |
| 2014        | يبيلة                      | علي الغرير، شعبان عباس، فارس الخالدي                                            |

## روابط خارجية
- غازي حسين على موقع قاعدة بيانات الأفلام العربية